# Aquemini
Aquemini è un album musicale degli OutKast, pubblicato nel 1998. In ordine cronologico rappresenta il terzo album del gruppo.
Il brano Return of the 'G' contiene un campionamento del tema Midnight Express di Giorgio Moroder.
L'album è al 500º posto della classica dei 500 migliori album secondo Rolling Stone.

## Tracklist
1. Hold on, Be Strong - 1:11
2. Return of the 'G' - 4:49
3. Rosa Parks - 5:24
4. Skew It on the Bar-B - 3:15
5. Aquemini - 5:19
6. Synthesizer - 5:11
7. Slump - 5:09
8. West Savannah - 4:03
9. Da Art of Storytellin' (Pt. 1) - 3:43
10. Da Art of Storytellin' (Pt. 2) - 2:48
11. Mamacita - 5:52
12. SpottieOttieDopaliscious - 7:07
13. Y'All Scared - 4:50
14. Nathaniel - 1:10
15. Liberation - 8:46
16. Chonkyfire - 6:10

## Singoli
- 1998: Skew It on the Bar-B
- 1998: Da Art of Storytellin' (Pt. 1)
- 1999: Rosa Parks